# Саулиус Сквернялис
Саулиус Сквернялис (на литовски: Saulius Skvernyalis) е литовски политик и висш държавник.
Той е министър-председател на Литва от 13 декември 2016 до 25 ноември 2020 г., преди това е министър на вътрешните работи на Литва (2014 – 2016) и генерален комисар на полицията (2011 – 2014). Бил е кандидат за президент (2019).

## Биография
Роден е в Каунас, Литовска ССР, СССР на 23 юли 1970 г. След средното училище (1988) учи година във Физическия факуртет на Вилнюския университет. Завършва с квалификация инженер-механик Техническия университет във Вилнюс (1994) и магистратура по административно право в Университета „Миколас Ромерис“ (2005).
След дипломирането си е асистент в катедрата по полицейско право и професионална тактика в Литовската полицейска академия (сега Университет „Миколас Ромерис“) във Вилнюс в периода 1994 – 1998 г.
През 1998 г. започва кариерата си в литовската правоохранителна система. Работи в системата на пътната полиция – като комисар инспектор в Тракайски район и в МВР, после комисар на патрулна команда по контрола на движението и комисар за полицейски ескорт. След това е началник на Служба „Пътна полиция“ (2005 – 2008), заместник генерален комисар (2008 – 2011) и генерален комисар на полицията (2011 – 2014).
Сквернялис е министър на вътрешните работи на Литва в периода 11 май 2014 – 13 април 2016 г. Заради участие в парламентарните избори е заменен на поста от Томас Жилински.
Оглавява кандидатската листа на Съюза на селяните и зелените в изборите за Сейма през октомври 2016 г. След изборната победа неговата кандидатура е представена от президентката на 17 ноември и е одобрена от Сейма на 22 ноември с.г. Правителството встъпва в длъжност след одобрение от Сейма на 13 декември 2016 г.
Сквернялис участва в президентските избори на 12 май 2019 г., но не преминава във II тур.